# Cardanusbossen
De Cardanusbossen is een bosgebied in de Nederlandse gemeente Renkum en gelegen ten noorden en oosten van de plaats Doorwerth. Aan de noordzijde wordt het gebied door de provinciale weg 225 gescheiden van de Wolfhezerheide. Aan de westzijde ligt het gehucht Kievitsdel. Het bos wordt door een aantal lanen doorsneden. Centraal in het bos staat een transformatorhuisje dat een rijksmonument is.
In 2009 is gestart met het dunnen van het bos, zodat op termijn de gevarieerdheid groter kan worden.